# علم الاجتماع الثقافي
علم الاجتماع الثقافي هو علم اجتماع يدرس الثقافة لأنها سمة هذا العلم، والثقافة مصطلح متشعب فكل علم واختصاص يعرف الثقافة بما يلاءم حاجته إليها فقد ورد فيها ما يزيد عن 160 تعريفا غير أن أحد أشهر التعاريف هي تلك التي وضعها إدوارد تايلور في كتابه الثقافة البدائية حيث قرنها بالحضارة، في قوله:«الثقافة أو الحضارة بالمعنى الإثنوغرافي الواسع هي كلٌ مركب يشتمل على المعارف والمعتقدات والفن والقانون والأخلاق والتقاليد وكل القابليات والعادات الأخرى التي يكتسبها الإنسان كعضو في مجتمع معين». ثم قدم غي روشيه تعريفا أكثر شمولا لها في كتابه مقدمة علم الاجتماع العام فقال: «الثقافة هي مجموعة من العناصر لها علاقة بطرق التفكير والشعور والفعل، وهي طرقٌ صيغت تقريبا في قواعد واضحة، والتي اكتسبها وتعلمها وشارك فيها جمع الأشخاص بصورة موضوعية ورمزية في آنٍ معًا، من أجل تكوين هؤلاء الأشخاص في جماعة خاصة ومميزة».
وهذا العلم حقل خصب لدراسة الثقافة البشرية كفرع من فروع علم الاجتماع كغيره من العلوم التي اتصلت بعلم الاجتماع واتخذت منه علما قائما لذاته، الثقافة حقل دراسة واسع باتساع جغرافيات وحضارات الشعوب وتعدد موروثاتها الثقافية، فالثقافات في العالم لا حصر لها. يعد هذا العلم رفقة العلوم الأحرى التي اهتمت بالثقافة بدراسته وإماطة اللثام عن عناصره المختلفة وتعايشها واستمرارها.

## الاهتمامات
يهتم علم اجتماع الثقافة وعلم الاجتماع الثقافي المتصل به بالتحليل المنهجي للثقافة، والذي يُفهم عادةً على أنه مجموعة الرموز الرمزية المستخدمة من قبل أحد أفراد مجتمع ما، لأنها موجودة وظاهرة في هذا المجتمع. مفهوم الثقافة عند جورج سيميل هو تهذيب الأفراد من خلال فعالية النماذج الخارجية التي أصبحت عامة وموضوعية عبر التاريخ. يجري تحليل الثقافة في التخصص الاجتماعي على أنها طرق التفكير والوصف، والفعل، والأشياء المادية التي تشكل معًا طريقة حياة مجموعة ما من الناس.
غالبًا ما تُقسم مقاربات علماء الاجتماع المعاصرين للثقافة بين علم اجتماع الثقافة أو علم الاجتماع الثقافي؛ إذ تتشابه مصطلحاتهما، ولكنها غير قابلة للاستبدال بمصطلحات من خارج الحقل الذي أنتجها. يعد علم اجتماع الثقافة مفهومًا أقدم، ويصنف بعض الموضوعات والأشياء على أنها ثقافية بشكل أكثر أو أقل من غيرها. وعلى النقيض من ذلك، قدم جيفري تشارلز ألكسندر مصطلح علم الاجتماع الثقافي، وهو مقاربة تعتبر جميع الظواهر الاجتماعية أو معظمها ثقافيًا بطبيعته بشكل ما. فمثلًا، يجادل ألكسندر، وهو مؤيد بارز للبرنامج القوي في علم الاجتماع الثقافي، بأن: «الإيمان في إمكانية علم الاجتماع الثقافي هو أن تعتنق فكرة أن كل فعل -بغض النظر عن غايته، أو إذا كان رد فعل لحدث ما، أو كونه مجبرًا بسبب الظروف الخارجية- هو جزء مترسخ في أفق التأثير والمعنى». غالبًا ما يحاول علم اجتماع الثقافة من ناحية التحليل شرح بعض الظواهر الثقافية المنفصلة كناتج للعمليات الاجتماعية، في حين يرى علم الاجتماع الثقافي الثقافةَ مكونًا يدخل في تفسير الظواهر الاجتماعية. لا يختزل علم الاجتماع الثقافي جميع المسائل الإنسانية في معضلة الترميز والترجمة الثقافية، على عكس مجال الدراسات الثقافية. فنجد مثلًا في مقاربة بيير بورديو لعلم الاجتماع الثقافي «اعترافًا واضحًا بالفئات الاجتماعية والاقتصادية باعتبارها فئات مرتبطة ببعضها، ولكن لا يمكن اختزالها في الثقافة».

## نشأة وظهور علم الاجتماع الثقافي
أما عن نشأة وظهور هذا العلم فقد اتفق كثير من علماء الاجتماع على أن دراسة الثقافة من منظور علم الاجتماع وخلق علم اجتماع ثقافي قد جاء متأخرا عن نشأة ومسار علم الاجتماع وميادينه الأخرى، فقد اقترن ظهوره بتسعينات القرن 19 بعد موجة التحولات الثقافية ومظاهر التغير الثقافي التي غزت العالم. غير أن البحث في البوادر الأولى لهذا العلم قادت دون مارتينال للقول بأن أهم سمة من سمات التفكير السوسيولوجي في القرن التاسع عشر في الاتجاه الوضعي في دراسة الظاهرة الاجتماعية هي «معالجة التجمع الإنساني على أنه السبب الأساسي لتفسير كل ما يحدث داخله، ولهذا ليس هناك فضل واضح بين الثقافة والمجتمع أو بين الصفة الشخصية والأشكال الاجتماعية المتطلبة أو بين الأدوات والأفكار».
غير أن فضل إنشاء علم الاجتماع الثقافي ينسب إلى ألفريد فيبر والذي سعيا منه في ضبط هذا المصطلح حاول التمييز بين الثقافة والحضارة كون أن المصطلحين مترادفين لدى كثير من العلماء والمنظرين، ففصل بينهما قائلا بأن «الحضارة تشتمل على المعرفة الوضعية والعلم والتكنولوجيا، والتي تتكون من معلومات يُمكن تمريرها من جيل إلى آخر، وتتمتع بدرجة عالية من الدقة والضبط، أما الثقافة فتتعلق بدراسة الأشكال الروحية للإنسان وما تتضمنهُ من قيم ومقاييس وعادات وأفكار وانطباعات، لا يمكن القول أنها صحيحة أو غير صحيحة، وذلك لمرونتها ونسبيتها واختلافها من مجتمع إلى آخر ومن فرد لآخر ومن فترة زمنية لأخرى».

## التطور
ظهر علم الاجتماع الثقافي لأول مرة في فايمار بألمانيا، حيث استخدم بعض علماء الاجتماع مثل ألفريد ويبر مصطلح كولتورسوزيولوجي Kultursoziologie (علم الاجتماع الثقافي). ثم أُعيد اكتشاف علم الاجتماع الثقافي في الدول الناطقة باللغة الإنجليزية كناتج للتحول الثقافي في ستينيات القرن العشرين، والذي بشر بنهجَي البنيوية وما بعد الحداثة في العلوم الاجتماعية. قد يُنظر إلى هذا النوع من علم الاجتماع الثقافي على أنه نهج يحتوي على التحليل الثقافي والنظرية النقدية. مال علماء الاجتماع إلى استخدام الأساليب النوعية والمناهج التأويلية للبحث في بداية التحول الثقافي، مع التركيز على المعاني والكلمات والأدوات والرموز. أصبحت الثقافة منذ ذلك الحين مفهومًا مهمًا في العديد من فروع علم الاجتماع، متضمنة أيضًا المجالات الفرعية: التاريخية النوعية والقائمة على نموذج، مثل التدرج الاجتماعي وتحليل الشبكات الاجتماعية.

### الباحثون الأوائل
نضج علم اجتماع الثقافة نتيجة للتقاطع بين علم الاجتماع -كما شكّله المنظرون الأوائل مثل ماركس، ودوركهايم، وفيبر- والأنثروبولوجيا حيث ابتكر الباحثون الاستراتيجيات الإثنوغرافية لوصف وتحليل مجموع الثقافات المتنوعة حول العالم. ما يزال جزء من ميراث التطور المبكر لهذا المجالس محسوسًا في الأساليب (أغلب البحوث الاجتماعية الثقافية نوعية) وفي النظريات (تعد بعض المناهج النقدية المتنوعة لعلم الاجتماع عنصرًا أساسيًا لمجتمعات البحوث الحالية) والتركيز الحقيقي للمجال، فمثلًا، كانت العلاقات بين الثقافة الشعبية والسيطرة السياسية والطبقة الاجتماعية اهتمامات مبكرة ودائمة في هذا المجال.

#### كارل ماركس
جادل ماركس بصفته مساهمًا رئيسيًا في نظرية الصراع بأن الثقافة عملت دائمًا على تبرير عدم المساواة. تنتج الطبقة الحاكمة، أو البرجوازية، ثقافة تعزز مصالحها بينما تقمع مصالح البروليتاريا. جملته الأكثر شهرة في هذا الصدد هي أن «الدين هو أفيون الشعوب». اعتقد ماركس أن محرك التاريخ كان الصراع بين مجموعات من الأشخاص ذوي المصالح الاقتصادية المختلفة، وبالتالي حدد الاقتصاد البنية الهرمية الثقافية للقيم والأيديولوجيات. ولهذا يُعتبر ماركس ماديًا، إذ اعتقد أن الاقتصاد (المادة) ينتج الثقافة (المثالية)، وهذا يُعتبر مقلوب هيجل الذي جادل بأن المثل هي التي أنتجت المادة.

#### إميل دوركايم
اعتقد دوركايم أن الثقافة لها العديد من العلاقات مع المجتمع، وتشمل:
- المنطقية؛ تنتمي القوة على الأفراد إلى فئات ومعتقدات ثقافية معينة مثل الإله.
- الوظيفية؛ تخلق بعض الطقوس والأساطير وتبني النظام الاجتماعي من خلال جعل المزيد من الناس يخلقون معتقدات قوية. كلما زاد عدد الأشخاص الذين يؤمنون بشدة بهذه الأساطير، يتعزّز النظام الاجتماعي.
- التاريخية؛ تعود أصول الثقافة إلى المجتمع، ومن هذه التجارب حدث التطور إلى أشياء مثل أنظمة التصنيف.

#### ماكس فيبر
ابتكر فيبر فكرة الوضع الاجتماعي كنوع معين من الثقافة الفرعية. تعتمد الأوضاع الاجتماعية على أشياء مثل: العرق، أو الإثنية، أو الدين، أو المكان، أو المهنة، أو الجنس، أو التفضيل الجنسي، وما إلى ذلك. تعيش هذه المجموعات نمطًا معينًا من الحياة وفقًا لقيم وقواعد مختلفة. إنها ثقافة داخل الثقافة، ومن هنا جاءت تسمية الثقافة الفرعية. ادعى فيبر فكرة أن الناس مدفوعون بمصالحهم المادية والمثالية، والتي تشمل أشياء مثل الخوف من الذهاب إلى الجحيم. يوضح فيبر أيضًا أن الناس يستخدمون الرموز للتعبير عن روحانيتهم، وأن الرموز تُستخدم للتعبير عن الجانب الروحاني للأحداث الحقيقية، وأن الاهتمامات المثالية مستمدة من الرموز.

#### جورج سيميل
تشير الثقافة عند سيمل إلى «تهذيب الأفراد من خلال فعالية النماذج الخارجية التي جُعلت موضوعية عبر التاريخ». قدم سيميل تحليلاته في سياق «النموذج» و«المحتوى». يمكن الاطلاع على المفهوم الاجتماعي وتحليله.

## عناصر الثقافة
رغم عدم وجود ثقافتين متشابهتين بشكل كامل، فهناك خصائص مشتركة تجمعها كلها.
تحتوي الثقافة على:
1. التنظيم الاجتماعي: يحدث من خلال تنظيم أعضائه إلى أعداد أقل لتلبية الاحتياجات المحددة للثقافات. تُصنف الطبقات الاجتماعية حسب الأهمية (الحالة) بناءً على القيم الأساسية للثقافات. على سبيل المثال: المال، الوظيفة، التعليم، الأسرة، إلخ.
2. العادات والتقاليد: قواعد السلوك التي تطبقها الثقافات حول ماهية الصواب والخطأ، مثل العادات والتقاليد والقواعد أو القوانين المكتوبة.
3. الرموز: أي شيء يحمل معنى خاصًا يعترف به الأشخاص الذين يتشاركون بنفس الثقافة.
4. القواعد: القواعد والتوقعات التي يوجه بها المجتمع سلوك أعضائه. هناك نوعان من المعايير هما الأعراف والتقاليد الشعبية. الأعراف هي المعايير التي تُلاحَظ على نطاق واسع ولها أهمية أخلاقية كبيرة. التقاليد الشعبية هي قواعد للتفاعل الروتيني العادي.
5. الدين: يوفر إجابات على معانيها الأساسية للحياة والقيم.
6. اللغة: نظام من الرموز يسمح للناس بالتواصل مع بعضهم.
7. الفنون والأدب: منتجات الخيال الإنساني التي تحولت إلى فن، وموسيقى، وأدب، وحكايات، ورقص.
8. أشكال الحكم: كيفية توزيع الثقافة للسُلطة. الذين يحافظون على النظام داخل المجتمع، والذين يحمونهم من الخطر والذين يلبون احتياجاتهم. يمكن أن تقع في مصطلحات مثل الديمقراطية أو الجمهورية أو الدكتاتورية.
9. النظم الاقتصادية: ما يجب إنتاجه، وكيفية إنتاجه، ولمن. كيفية استخدام الناس لمواردهم المحدودة لتلبية احتياجاتهم ورغباتهم. يمكن أن تقع في مصطلحات مثل الاقتصاد التقليدي، واقتصاد السوق، واقتصاد التخطيط المركزي، والاقتصاد المختلط.
10. الأدوات: كيانات مادية مميزة، مثل الهندسة المعمارية والتقنيات والإبداعات الفنية.
11. المؤسسات الاجتماعية: أنماط التنظيم والعلاقات بخصوص الحوكمة، والإنتاج، والتنشئة الاجتماعية، والتعليم، وخلق المعرفة، والفنون، والعلاقة مع الثقافات الأخرى.

## الأنثروبولوجيا
الثقافة بالمعنى الأنثروبولوجي هي مجتمع قائم على القيم والأفكار دون تأثير العالم المادي.
«النظام الثقافي هو القالب المعرفي والرمزي لنظام القيم المركزية».

-تالكوت بارسونز
إن الثقافة تشبه قشرة السلطعون، والطبيعة البشرية هي الكائن الحي الذي يعيش داخل تلك القشرة، والقشرة -الثقافة- تميز الكائن الحي -الطبيعة البشرية-. الثقافة هي ما يميز الطبيعة البشرية، وهي تساعد على توجيه حياة الطبيعة البشرية.
يطالب علماء الأنثروبولوجيا بالأخذ بالاستخدامات الحديثة لمفهوم الثقافة كما حددها إدوارد بورنيت تايلور في منتصف القرن التاسع عشر.

### برونويس مالينوفسكي
جمع مالينوفسكي معلومات من جزر تروبرياند. تطالب المجموعات الأصلية في جميع أنحاء الجزيرة بأجزاء من الأرض، ولدعم هذه المطالبات، فإنها تروي أساطير عن كيفية أن أحد جدودها بدأ عشيرة وكيف تنحدر العشيرة من هذا الجد. تتبعت ملاحظات مالينوفسكي البحث الذي أسسه دوركايم.

### ألفريد رادكليف براون
وضع رادكليف براون نفسه وسط ثقافة سكان جزر أندمان. أظهر بحثه أن التماسك الجماعي بين سكان الجزر يعتمد على الموسيقى وقرابة النسب، والطقوس التي تنطوي على هذه الأنشطة. عبّر رادكليف براون عن رؤيته في جملة: «الطقوس تحصن المجتمع».

### مارسيل موس
أجرى مارسيل موس العديد من الدراسات المقارنة حول الدين والسحر والقانون والأخلاق في المجتمعات الغربية وغير الغربية، وطور مفهوم الحقيقة الاجتماعية الشاملة، وجادل بأن المعاملة بالمثل هي المنطق العالمي للتفاعل الثقافي.

### كلود ليفي ستروس
اعتمد ليفي ستروس في نفس الوقت على الوضعية الاجتماعية والأنثروبولوجية لدوركايم وماوس ومالينوفسكي ورادكليف براون، وعلى الماركسية الاقتصادية والاجتماعية، وعلى علم النفس الفرويدي والغشتالتي، وعلى اللغويات البنيوية لسوسور وجاكوبسون. أجرى ستروس دراسات رائعة عن مجالات الأساطير، والقرابة، والدين، والطقوس، والرمزية، والسحر، والأيديولوجيا (في كتابه الفكر البري)، والمعرفة، والفن، وعلم الجمال، وطبّق البنيوية المنهجية في أبحاثه تلك. بحث ستروس عن المبادئ الكلية للفكر الإنساني كطريقة لشرح السلوكيات والبنى الاجتماعية.

## مجالات البحث الرئيسية

### بُنى نظرية في نظرية بورديو لعلم اجتماع الثقافة
استمد نموذج عالم الاجتماع الفرنسي بيير بورديو في المجتمع والعلاقات الاجتماعية جذورَه من النظريات الماركسية عن الطبقات والصراع. يصف بورديو العلاقات الاجتماعية في سياق ما يسميه الميدان، والذي يُعرف بأنه نظام تنافسي للعلاقات الاجتماعية يعمل وفقًا لمنطقه أو قواعده الخاصة. هذا الميدان هو موقع الصراع على السلطة بين الطبقات المهيمنة والخاضعة. في هذا المجال، تُمنح الشرعية أو تُسحب، وهي جانب رئيسي يدخل في تحديد الطبقة المهيمنة.
تُعتبر نظرية بورديو عن الممارسة عملية أكثر منها خطابية، ولها بنية تكيفية علاوة على الشق الإدراكي الصمودي منها. إن أحد الاهتمامات الصالحة التي تحدد جدول أعمال نظرية بورديو للممارسة هو كيفية اتباع الفعل أنماطًا إحصائية منتظمة دون أن يكون نتاجًا للامتثال للقواعد والعادات و/أو النية الواعية. يشرح بورديو الخلقة والميدان لتفسير هذا الاهتمام، إذ تفسر الخلقة الحقائق النافذة المتبادلة للذاتية الفردية والموضوعية المجتمعية بعد دور البناء الاجتماعي. وهو يُستخدم لتجاوز الانقسام بين الذاتي والموضوعي.

### نظرية الثقافة
تعتقد نظرية الثقافة التي طُوّرت في الثمانينيات والتسعينيات أن الجمهور يلعب دورًا نشطًا لا سلبيًا في ما يتعلق بوسائل الإعلام. يركز أحد مجالات البحث على الجمهور وكيفية تفاعله مع وسائل الإعلام؛ بينما يركز الجزء الآخر من البحث على من ينتجون الصحافة، وخاصة الأخبار.

## موضوع علم الاجتماع الثقافي
أما عن موضوع علم الاجتماع الثقافي فهو دراسة حقل السلوك الإنساني الملاحظ، وما ينتجه هذا السلوك من فكر وصناعة ووسائل استثمار الطاقة وتطويع الطبيعة... والتي تميز في مجموعها كل مجتمع إنساني عن آخر، كما يهتم في مجال دراسته بالدراسة العلمية لعناصر الثقافة في صبغتها الحسية من لغة بصفتها وعاء ثقافة الأمم، وقيم ومعايير وأخلاق ومعتقدات وتقاليد وقوانين...الخ وعناصر الثقافة في صبغتها المادية كالصناعة والآلات والأدوات والعمران... الخ أي كل ما يؤثر في السلوك الإنساني والعلاقات الإنسانية التي تكون النظم الاجتماعية. ومجاله بصفة عامة هو دراسة الإنسان من حيث كونه فردا - فاعلا ومتفاعلا - وسلوكاته وتعاملاته ومعايشته للآخر ودراسة ثقافات المجتمعات. أما منهج الدراسة فهو كغيره يعتمد على منهج البحث العلمي في علوم الاجتماع، التاريخي الذي يدرس من خلاله أهم محطات سيرورة المجتمعات وتغيراتها السلوكية والرمزية، والمنهج المقارن الذي استخدمه كثيرا ألفريد فيبر في خلق مقارنة بين حال المجتمع الآنية والسابقة وبين المجتمعات التي نشأت بالتوازي ونهجها في دفع عجلة التطور والسيرورة.  

## علاقة علم الاجتماع الثقافي بالعلوم الأخرى
ارتبط علم الاجتماع الثقافي ارتباطا وثيقا ببعض العلوم وعلى رأسها الأنثروبولوجيا الثقافية بما أن كلاهما تدرسان ثقافات الشعوب وصور الثقافة سواء لدى الشعوب الحية أو تلك المنقرضة، وأشكال الحياة الاجتماعية الثقافية فيها. كما يرتبط بعلم النفس الثقافي وهو العلم الذي يختص بدراسة الظاهرة السلوكية للأفراد باعتماد أن السلوك خاصية متفردة بين كل فرد وآخر وفعل لا يمكن توقع ردود أفعاله  والسمات الثقافية المؤثرة في السلوك المتفرد والمتأثرة به، ويرتبط كذلك بـالتاريخ بصفته حاملا ناقلا لذاكرة الشعوب فهو يهتم بتدوين تاريخ الشعوب ومحطاتها وتفاصيل الحياة الاجتماعية والثقافية ومجموع الانجازات.كما يرتبط أيضا ارتباطا وثيقا بميادين علم الاجتماع الأخرى كعلم اجتماع المسرح كون المسرح روح الشعوب والحضارات والمسرح سمة ثقافية تدخل في عنصر الموروث الفكري والإبداعي الفني، وعلم اجتماع الفن الذي ينزوي في عنصر الفنون، علم الاجتماع الحضري وعلاقة الحضارات بـالإنتاج الثقافي النهضوي  فالمجتمعات التي عرفت نهضة فكرية دائما استطاعت تحقيق نهضة علمية حضارية لاحقة...الخ، والعكس أيضا فالمجتمعات التي حققت نهضة علمية صناعية شهدت حالا من الاستقرار أسست لظهور نهضات فكرية فنية ثقافية...الخ.

## علاقة الثقافة بالمجتمعات وظواهرها

### علاقة الثقافة بالمجتمعات
جاء في معجم مصطلحات العولمة أن «الثقافة هي البيئة التي يحيا فيها الإنسان، والتي تنتقل من جيل إلى جيل، تتضمن الأنماط الظاهرة والباطنة من السلوك المكتسب عن طريق الرموز، وتتكون ثقافة أي مجتمع من إيديولوجياته وأفكاره ومعتقداته ودياناته ولغاته وفنونه وقيمه وعاداته وتقاليده وقوانينه وسلوكيات أفراده وغير ذلك من وسائل حياته ونشاطه وأفكاره» عندما نحلل هذا التعريف فإننا نذهب للقول أن الثقافة هي حياة وروح المجتمعات، فهي كل ما يملك ويصنع وينتج ويستهلك المجتمع، هي سمة وجوده الحسي والمادي، فهي تزود الأفراد بطرق اشباع حاجياتهم البيولوجية وتطور طرق الاستفادة من خبرات السابقين والمعاصرين في تغطية الحاجات البيولوجية والفكرية والاجتماعية والنفسية والروحية... ـ تنظم الوظائف وبها تنتظم بنى المجتمع فمتى ما أدرك الأفراد وظائفهم في المجامع تراصت بناه، تهب الأفراد مدركات ومكتسبات ومعلومات حول محيطهم ومعايير التعامل  التفاعل والتصرف، والقدرة على اجتياز المواقف بالتعلم حينا وبالاكتساب حينا آخر وتضع القوانين والقيم التي تضمن تعايش الأفراد فيما بيتهم بسلام، وتعاقب المعتدين والمتجاوزين... وما إلى غير ذلك، إذن كل قوالب الثقافة ووظائفها تصبُ في صالح تهيئة المجتمعات وضمان بقاءها، بما أنها تحمل صفة التراكمية الزماكانية بين وعبر المجتمعات، وتنتقل عناصرها عن طريق التكيف واعادة التشكل وبهذا إما أن تصمد وتتجدد وتتخذ أشكالا عصرية أو تتجمد وتستبعد بمرور الزمن واختلاف المكان. ويكون ذلك في ظواهر ترتبط ارتباطا وثيقا بظاهرة الثقافة  والمجتمعات.

### ظاهرةالتغيرالثقافي في المجتمعات
ما من ثقافة حية تظل جامدة وساكنة، فالتغير ظاهرة تطال جميع  المجتمعات البشرية، مهما تمسك أفرادها بثقافتهم وحافظوا على كينونتها إلا أن الأفكار الجديدة ومظاهر التجديد والحداثة دائما ما تجد طريقها للتغلغل داخل الثقافات التقليدية المحافظة، فالمجتمعات البشرية في تغير مستمر ودائم متواتر يضمن بقاءها وديمومتها ويدعم تكيفها مع العوامل الطارئة بفعل الطبيعة والزمن والتغيرات الجيولوجية والسوسيولوجية والسيكولوجية والتكنولوجية الخ وتتخلص من المستهلك الذي يعرقل تطورها، فحتى ما تمسكت به شدها إلى ركب التخلف. يرتبط التغير الثقافي بوظيفة إشباع الحاجات الأساسية والثانوية لأعضاء الثقافة الواحدة، فالعادات والقيم والسلوكات والوسائل المادية التي تمنحها ثقافة ما تتوقف على مدى صلاحها للبقاء وقدرتها على إنتاج وإشباع حاجات أفراد مجتمعها.
و يرى ألفريد فيبر أن كل مجتمع يطور خاصية ثقافية، بفعل عدة عوامل كالغريزة البشرية والإرادة والمصير التاريخي والظروف الجغرافية والمناخ، فليس هناك قوانين ثابتة وصحيحة في الثقافة لأنها تنشأ من قوة الإنسان الإبداعية التلقائية وبهذا يبدو التغير حتمية لا مفر منها.و أشار سوروكين إلى هذه الفكرة بقوله أن التحولات التي تطرأ على الثقافة ترجع إلى طبيعة داخلية فيها، فالتغير ملازم وهو عبارة عن تاريخ نسق اجتماعي ثقافي، وهكذا تتطور الثقافات وتنمو عبر امتصاص أجزاء ثقافات أخرى عبر الصراع، الاستعمار، التعايش، التفاعل، الغزو، التثاقف أو الحداثة وما بعدها... الخ لتأخذ مكانها فـالثقافة لا تموت وفقط بل تندثر عندما تأخذ أخرى مكانها على أن تتمتع بصفاتها وتوفر خصائصها ووظائفها.بفضل عدة عوامل مساهمة فيه وهي كالآتي:
1. العلم: فبفضل العلم تحرر الإنسان من المعرفة الحسية والفلسفية التي أعاقت تقدمه لقرون عدة واستطاع أن ينتج معرفة علمية أحدثت ثورة صناعية غيرت العالم وطوعت الطبيعة في يد الإنسان.
2. التكنولوجيا: وهي تطبيقات ما توصل إليه العلم من اختراعات تسهل حياة البشر وتختصر الجهد والوقت.
3. الديموقراطيات: التي نادت بتشارك السلطة والحكم وعلاقة الأفراد مع الأنظمة السياسية والاقتصادية والاجتماعية وظهور أنظمة حكم جديدة حتى إنها غيرت علاقات الشعوب فيما بينها.
4. القومية: تعبر عن ارتباط الفرد إلى جماعته وشعوره بالانتماء والامتنان لذاك الانتماء ورغبته في الحفاظ على روح جماعته والصراع دفاعا عنها ضد الثقافات التي تدس له في أشكال كالاستعمار والتعايش والتضييق على ثقافته.
5. الثورة: وهي أحد أهم عوامل التغير الاجتماعي وأشهرها الثورة الفرنسية التي انطلق منها أهم محطات التغير الاجتماعي والثقافي والسياسي والثورات الموالية كـالثورة الصناعية وثورة التكنولوجيات، فالثورة دائما ما تُحدث الفرق.
6. العامل الإيكولوجي: عن تفاعل الإنسان مع بيئته الجغرافية وما توفره له من موارد غذائية وصناعية تئثر على نشاطه الثقافي وحياته ككل.
7. العامل الإيديولوجي: هو عامل حركي فكري هادف وفاعل ايجابي في البيئة الاجتماعية وفي العلاقات الاجتماعية الثقافية.[13]

### الغزو الثقافي والصراع الثقافي
قال ابن خلدون «إنما تبدأ الأمم بالهزيمة من داخلها عندما تستريح لتقليد عدوها» فالغزو الثقافي يستمد قوته من آليات الإخضاع الداخلي أي عندما يقولب في شكل المثاقفة، ويرى على أنه شكل من أشكال التفتح والتحضر، وهو جمع الأفكار والبرامج والمناهج والتيارات والمذاهب الثقافية والفكرية التي تنتمي لمجتمعات متطورة ومتقدمة ـ تحمل في طياتها رغبة غير مصرح عنها في سيطرة الثقافة الأجنبية الدخيلة على تلك المحلية.
و يهدف الغزو الثقافي إلى محو التراث وزعزعة الشخصية الوطنية و  تدمير الهوية القومية للشعوب والأمم التي تستضعف ثقافيا كما تستضعف عسكريا وسياسيا واقتصاديا، فالغزو الثقافي يتسبب بحياد الأمم والشعوب ذات الحضارات العريقة عن ثقافتها وتخدر العقول لتتقبل فكرة وحدة الثقافة ويتم الغزو الثقافي إما عن طريق الاستعمار السياسي العسكري، فتتأثر الشعوب بعادات مستعمرها، كما يتم عن طريق الغزو المبطن من خلال وسائل الإعلام والتي تستطيع تمرير رسائلها وأفكارها دون أن تلقى معارضة مثلما يتعلق الأمر بالغزو الذي يصاحب الاستعمار العسكري. وكمحاولة لحماية الثقافات المحلية والحفاظ عليها وعلى القيم والمعايير الاجتماعية لمجتمع ما ينشأ الصراع بين الثقافات.  
و الصراع بين الثقافات هو شكل من أشكال المعارضة، حيث تقاوم ثقافة ثقافة أخرى من أجل البقاء والحفاظ على استمراريتها ويكون عدم الاتفاق على عناصر ثقافة ما سببا فيه، كبعض القيم والعادات والمعايير والديانات كالصراع بين الجماعات الدينية التي تنتمي لمجتمع واحد والعادات القديمة والمستحدثة والتعارض بين تمسك الجيل كبار السن بعادات متوارثة عن الأجداد وسعي الشباب لاستخدام روح الموضة وتوطين العولمة وأفكارها كثقافة بديلة معاصرة، ويحدث بين أفكار المجموعات وسياساتها في القيادة والاستقلالية كصراع الأقليات، ويظهر الصراع حتى بين عناصر الثقافة الواحدة كالصراع بين عنصر العادات والديانات والصراع والصراع بين التكنولوجيات والتقاليد ومامن ثقافة استطاعت التمسك بكل عناصرها دون أن يطالها التغيير والتجديد ويرتبط عنصر الغزو الثقافي بعنصر الصراع ارتباطا وثقيا، فالاستعمار الثقافي يلجأ عادة إلى خلق نزاعات بين جماعات الثقافة الواحدة فيشير إلى حقوق وملكيات مسلوبة ويدعو جماعتها إلى التحرر باستردادها والمناداة بها فتظهر الحروب الطائفية والأهلية بين أفراد الأمة الواحدة.

## شخصيات رئيسية
- جوليا آدامز
- جيفري تشارلز ألكسندر
- جون كارول
- دايان كرين
- بول دي ماجيو [الإنجليزية]
- هينينغ إيتشبرغ [الإنجليزية]
- ورون إيرمان
- سارة غاتسون
- أندريس غلايزر
- ويندي غريسوولد
- إيفا إيلوز [الإنجليزية]
- كارين نور ستينا
- أنيتا لاريو
- ستييبان ميشتروفيتش [الإنجليزية]
- فيليب سميث
- مارغريت سومرز [الإنجليزية]
- ياسمين سويسال
- دان سبير
- لينيت سبيلمان [الإنجليزية]
- آن سويدلر [الإنجليزية]
- دَيان فوغان [الإنجليزية]
- فيفيانا زيليزر [الإنجليزية]

### قراءة معمقة
- Groh, Arnold. 2019. Theories of Culture. London, England: Routledge. (ردمك 978-1-138-66865-2).
- Stark, Rodney. 2007. Sociology: Tenth Edition. Belmont, CA: Thomson Learning, Inc. (ردمك 049509344-0).
- Walker, Gavin. 2001. Society and culture in sociological and anthropological tradition. Thousand Oaks, CA: Sage Publications.
- Peacock، James L. (1981). "Durkheim and the Social Anthropology of Culture". Social Forces. Oxford University Press. ج. 59 ع. 4, Special Issue: 996–1008. DOI:10.2307/2577977. ISSN:1534-7605. JSTOR:2577977.
- Lawley, Elizabeth. 1994. The Sociology of Culture in Computer-Mediated Communication: An Initial Exploration.
- Swartz, David. 1997. Culture & Power: The Sociology of Pierre Bourdieu. Chicago, IL: University of Chicago Press.
- Griswold, Wendy. 2004. Cultures and Societies in a Changing World. Thousand Oaks, CA: Pine Forge Press.
- Swidler، Ann (1986). "Culture in Action: Symbols and Strategies". American Sociological Review. American Sociological Association. ج. 51 ع. 2: 273–86. DOI:10.2307/2095521. ISSN:0003-1224. JSTOR:2095521.
- La logica dei processi culturali. Jürgen Habermas tra filosofia e sociologia. Genova: Edizioni ECIG. (ردمك 978-88-7544-195-1).
- "Culture and Public Action: Further Reading." Welcome to Culture and Public Action. Web. 23 Feb. 2012. <http://www.cultureandpublicaction.org/conference/s_o_d_sociologyanddevelopment.htm>.